# Krościenko (gmina)
Krościenko – dawna gmina wiejska istniejąca w latach 1934–1939, 1941–1944 i 1952–1954 w woj. lwowskim i rzeszowskim (dzisiejsze woj. podkarpackie). Siedzibą władz gminy było Krościenko.
Gminę zbiorową Krościenko utworzono 1 sierpnia 1934 roku w województwie lwowskim, w powiecie dobromilskim, z dotychczasowych jednostkowych gmin wiejskich: Krościenko, Liskowate, Nanowa, Obersdorf, Rudawka pod Nanową, Stebnik, Smolnica, Steinfels i Wolica. 
Podczas okupacji hitlerowskiej weszła w skład Landkreis Przemysl (powiatu przemyskiego), należącego do dystryktu krakowskiego Generalnego Gubernatorstwa; przyłączono do niej część zniesionej gminy Starzawa. Po wojnie obszar gminy wszedł w struktury administracyjne Związku Radzieckiego.
Gmina została reaktywowana w dniu 1 stycznia 1952 roku w woj. rzeszowskim, w nowo powstałym powiecie ustrzyckim, z części terenów nabytych od ZSRR w ramach umowy o zamianie granic z 1951 roku. W dniu 1 lipca 1952 gmina Krościenko w dalszym ciągu nie została podzielona na gromady. Doszłо do tego 29 września 1952, kiedy podzielno ją na dwie gromady::
- Krościenko (wieś Krościenko i przysiółek Wolica, 2826 ha);
- Liskowate (wieś Liskowate, 2053,64 ha).

Gmina została zniesiona 29 września 1954 roku wraz z reformą wprowadzającą gromady w miejsce gmin. Jednostki nie przywrócono 1 stycznia 1973 roku po reaktywowaniu gmin.